# Bergstrandläufer

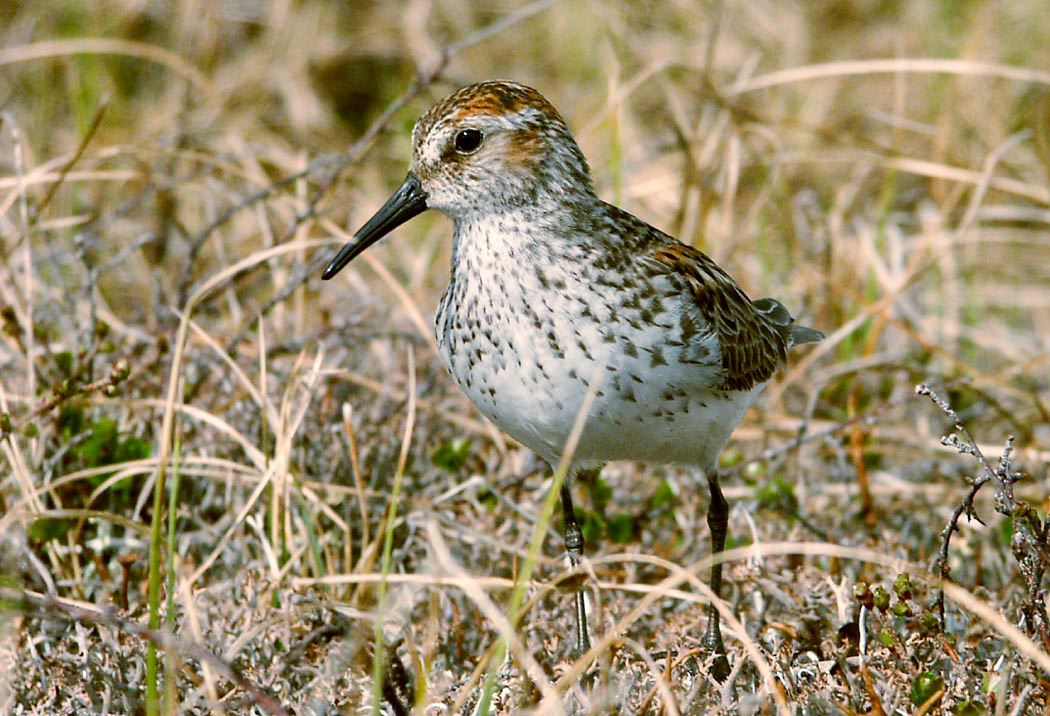
Bergstrandläufer

Der Bergstrandläufer (Calidris mauri) ist ein kleiner Watvogel aus der Gattung der Strandläufer. Bergstrandläufer sind die seltensten Irrgäste unter den amerikanischen Strandläufern in Europa.

## Merkmale
Der Bergstrandläufer ist 14 bis 17 Zentimeter lang. Ebenso wie der Sandstrandläufer hat er sehr kleine Spannhäute zwischen den Zehen. Die Beine, der Schnabel und die Augen sind dunkel. Der Schnabel ist etwas länger als bei den anderen Arten der Gattung, ist dünn und leicht nach unten gebogen. Die Kehle und Unterseite des Rumpfes sind weiß. Der Überaugenstreif ist breit und hell. Die Ohrdecken hinter den Augen sind dunkel. Die Oberseite des Kopfes, der Nacken und der Mantel sind dunkel längs gestrichelt. Die großen und mittleren Armdecken und die Armschwingen sind einfarbig braungrau mit diffusem, dunklerem Keilfleck.
Im Prachtkleid sind die großen Randdecken deutlich rostbraun bis auf den Rücken, mit schwarzen Dreiecksflecken und weißen Endsäumen klar von den grauen Decken abgesetzt. Die Scheitelseiten und die Ohrflecken sind ebenfalls meist rostbraun. Die Bruststrichelung ist kräftiger und geht von der Brust in Pfeilspitzen ähnlicher Form bis über die Flanken zu den Seiten der Unterschwanzdecken. Der Bauch ist ungezeichnet.
Das Schlichtkleid ähnelt dem des Sandstrandläufers sehr. Jedoch ist die gesamte Brust fein gestrichelt. Das Rostbraun der Flügeloberseite und des Rückens wird durch einfarbiges grau ersetzt.
Im Jugendkleid sind nur die innersten Randdecken an der Grenze zu den Schirmdecken kräftig rotbraun gesäumt, was sich auch auf den Rücken bis zum Schwanz ausbreitet. Alle übrigen Deckfedern und die Armschwingen haben weiße Endsäume. Die Strichelung der Brust fehlt, jedoch sind die Seiten des Mantels dünn und scharf gestrichelt. Der Überaugenstreif ist breit und hell.
Im Flug ruft der Bergstrandläufer ein kurzes, helles „tjit“.

## Lebensraum, Verbreitung, Fortpflanzung und Nahrung
Das Brutgebiet des Bergstrandläufers umfasst die Tundra in Ostsibirien und Alaska. Sein Überwinterungsgebiet liegt an der Atlantik- und Pazifikküste Nord- und Südamerikas. Der Bergstrandläufer gehört zu den zahlreichsten Küstenvögeln Nordamerikas.
Er ist ein Bodenbrüter, normalerweise wird dazu eine Mulde unter Vegetation gescharrt. Ähnlich wie beim Sandstrandläufer scharrt das Männchen mehrere Bodenmulden und das Weibchen wählt die aus, die als Nistplatz genutzt wird. Das Gelege umfasst durchschnittlich vier Eier. Beide Elternvögel sind am Brutgeschäft beteiligt. Die Jungvögel werden von beiden Elternvögeln betreut. Oft verlässt das Weibchen das Männchen und die Jungvögel, bevor diese flügge werden.
Die Nahrung des Bergstrandläufers besteht aus Insekten, kleinen Krebstiere und Muscheln.